# Robert Cusack
Robert Cusack (Maryborough, 10 dicembre 1950) è un ex nuotatore australiano.
Ha vinto la medaglia di bronzo nella 4x100 m sl alle Olimpiadi di Città del Messico 1968. Nella stessa edizione dei Giochi ha inoltre ottenuto un quarto posto con la staffetta 4x100 m misti e un ottavo posto nei 100 m farfalla, mentre 
nella gara dei 200 m farfalla ha mancato l'accesso alla finale.

## Palmarès
- Olimpiadi
  - Città del Messico 1968: bronzo nella 4x100 m sl.